# Multarinmeri-Harjuntakanen-Riitasuo
Multarinmeri-Harjuntakanen-Riitasuo este o arie protejată (arie specială de conservare — SAC, sit de importanță comunitară — SCI, arie de protecție specială avifaunistică — SPA) din Finlanda întinsă pe o suprafață de 1.151 ha, integral pe uscat.

## Localizare
Centrul sitului Multarinmeri-Harjuntakanen-Riitasuo este situat la coordonatele 63°27′33″N 25°07′21″E / 63.4592°N 25.1225°E.

## Înființare
Situl Multarinmeri-Harjuntakanen-Riitasuo a fost declarat sit de importanță comunitară în august 1998 pentru a proteja 15 specii de animale. Alte tipuri de protecție:
- arie de protecție specială avifaunistică (în august 1998)[2]
- arie specială de conservare (în aprilie 2015)[1][3][4]

## Biodiversitate
Situată în ecoregiunea boreală, aria protejată conține 8 habitate naturale: Lacuri și iazuri distrofice naturale, Cursuri de apă de la nivel de câmpie la nivel montan, cu vegetație Ranunculion fluitantis și Callitricho-Batrachion, Mlaștini turboase de tranziție și turbării mișcătoare, Izvoare fino-scandinave și mlaștini produse de izvoare bogate în minerale, Mlaștini alcaline, Turbării Aapa, Taiga vestică, Mlaștini împădurite.
La baza desemnării sitului se află mai multe specii protejate:
- păsări (14): cocoșul de mesteacăn (Bonasa bonasia), erete vânăt (Circus cyaneus), ciocănitoare neagră (Dryocopus martius), Emberiza rustica, cufundar polar (Gavia arctica), cufundar mic (Gavia stellata), cocor (Grus grus), Hydrocoloeus minutus, Larus fuscus fuscus, Lyrurus tetrix tetrix, viespar (Pernis apivorus), ploier auriu (Pluvialis apricaria),  cocoș de munte (Tetrao urogallus), fluierar de mlaștină (Tringa glareola)
- mamifere (1): Rangifer tarandus fennicus

Pe lângă speciile protejate, pe teritoriul sitului au mai fost identificate 17 specii de plante, 1 specie de păsări, 1 specie de mamifere, 5 specii de nevertebrate, 5 specii de pești.